# Europamästerskapen i trampolin 2024
Europamästerskapen i trampolin 2024, även kallat Europamästerskapen i trampolin, DMT och tumbling 2024 hölls mellan den 3 och 7 april 2024 i Guimarães i Portugal. Även junior-EM arrangerades samtidigt. Det var den 29:e upplagan av europamästerskapen i trampolin och 27:e upplagan av junior-EM.

## Medaljörer
| Gren                    | Guld                                                                         | Silver                                                                               | Brons                                                                         |
| Herrar                  |                                                                              |                                                                                      |                                                                               |
| Trampolin, individuellt | Pedro Ferreira (POR)                                                         | Pierre Gouzou (FRA)                                                                  | Diogo Abreu (POR)                                                             |
| Synkro                  | Storbritannien Zak Perzamanos Corey Walkes                                   | Frankrike Pierre Gouzou Morgan Demiro-o-Domiro                                       | Portugal Gabriel Albuquerque Lucas Santos                                     |
| Trampolin, lag          | Frankrike Allan Morante Pierre Gouzou Morgan Demiro-O-Domiro Julian Chartier | Tyskland Matthias Pfleiderer Fabian Vogel Caio Lauxtermann Matthias Schuldt          | Spanien David Franco Robert Vilarasau David Vega Jorge Martín                 |
| DMT                     | Tiago Sampaio Romão (POR)                                                    | Andrés Martinez (ESP)                                                                | Brent Deklerck (BEL)                                                          |
| DMT, lag                | Spanien Carlos Del Ser Nuno Villafane David Franco Andrés Martinez           | Portugal Jose Domingues Diogo Cabral Tiago Sampaio Romao Diogo Fernandes             | Tyskland Hannes Koenig Daniel Schmidt Adrian Thomson Simon Dobler             |
| Tumbling                | Magnus Lindholmer (DEN)                                                      | Tofig Aliyev (AZE)                                                                   | Kristof Willerton (GBR)                                                       |
| Tumbling, lag           | Azerbajdzjan Bilal Gurbanov Adil Hajizada Tofig Aliyev Mikhail Malkin        | Storbritannien William Cowen Fred Teague Jaydon Paddock Kristof Willerton            | Portugal Gonçalo Nunes Paulo Marques Diogo Gomes Vasco Peso                   |
| Damer                   |                                                                              |                                                                                      |                                                                               |
| Trampolin, individuellt | Bryony Page (GBR)                                                            | Léa Labrousse (FRA)                                                                  | Noemí Romero Rosario (ESP)                                                    |
| Synkro                  | Storbritannien Bryony Page Isabelle Songhurst                                | Frankrike Marine Jubert Léa Labrousse                                                | Georgien Anano Apakidze Mariam Raguimovi                                      |
| Trampolin, lag          | Frankrike Léa Labrousse Cléa Brousse Laura Paris Marine Prieur               | Georgien Mariam Ragimovi Teona Janjgava Anano Apakidze Luba Golovina                 | Portugal Ingrid Major Catarina Marianito Nunes Mariana Carvalho Sofia Correia |
| DMT                     | Melania Rodríguez (ESP)                                                      | Diana Gago (POR)                                                                     | Alexandra Garcia (POR)                                                        |
| DMT, lag                | Portugal Matilde Oliveira Alexandra Garcia Diana Gago Ines Martins           | Storbritannien Kirsty Way Ruth Shevelan Bethany Williamson Molly McKenna             | Spanien Diana Sanz Marta Lopez Alejandra Brana Melania Rodríguez              |
| Tumbling                | Alexandra Efraimoglu (GRE)                                                   | Mariana Cascalheira (POR)                                                            | Maëlle Dumitru-Marin (FRA)                                                    |
| Tumbling, lag           | Storbritannien Megan Kealy Naana Oppon Comfort Yeates Saskia Servini         | Frankrike Candy Brière-Vetillard Maëlle Dumitru-Marin Manon Morançais Emilie Wambote | Belgien Evi Milh Louise Van Regenmortel Sara Neyrinck Tachina Peeters         |

## Medaljtabell
*   Värdland ( Portugal)
| Nr                   | Nation               | Guld | Silver | Brons | Totalt |
| -------------------- | -------------------- | ---- | ------ | ----- | ------ |
| 1                    | Storbritannien       | 4    | 2      | 1     | 7      |
| 2                    | Portugal*            | 3    | 3      | 5     | 11     |
| 3                    | Frankrike            | 2    | 5      | 1     | 8      |
| 4                    | Spanien              | 2    | 1      | 3     | 6      |
| 5                    | Azerbajdzjan         | 1    | 1      | 0     | 2      |
| 6                    | Danmark              | 1    | 0      | 0     | 1      |
| 6                    | Grekland             | 1    | 0      | 0     | 1      |
| 8                    | Georgien             | 0    | 1      | 1     | 2      |
| 8                    | Tyskland             | 0    | 1      | 1     | 2      |
| 10                   | Belgien              | 0    | 0      | 2     | 2      |
| Totalt (10 nationer) | Totalt (10 nationer) | 14   | 14     | 14    | 42     |